# Eigengrau
Eigengrau（德語：Eigengrau，直译：「本徵灰」，發音：[ˈʔaɪ̯gŋ̍ˌgʁaʊ̯] ⓘ），又稱Eigenlicht（直译：「本徵光」），是許多人在沒有可見光的情況下所看到的均勻深灰色背景色。

## 詞源
「Eigenlicht」一詞可追溯至19世紀，但在20世紀科學出版物中鮮少使用。對於此現象，常見的科學術語包括「視覺雜訊」或「背景適應」。這些術語的產生，源於人們在此現象中會感知到不斷變化的黑白小點場域。

## 特徵
在正常照明條件下，Eigengrau被感知為比黑色物體更亮，因為對比度對視覺系統而言比絕對亮度更重要。例如，夜空因為星星所提供的對比，看起來比Eigengrau更暗。
由布萊克威爾收集、克魯米繪製的對比度閾值數據，顯示Eigengrau出現在適應亮度值低於約10− 5 cd m−2（25.08 mag arcsec−2）時。這是Ricco定律的極限情況。

## 成因
研究人員早在1860年就注意到，強度–敏感度曲線的形狀可以用假設視網膜內部存在本徵雜訊源，產生與真正光子觸發事件無法區分的隨機事件來解釋。後來對海蟾蜍（Rhinella marina）視桿細胞的實驗顯示，這些自發事件的頻率與溫度高度相關，這意味著它們是由視紫紅質的熱異構化所引起。在人類視桿細胞中，這些事件平均每100秒發生一次，考慮到視桿細胞內視紫紅質分子的數量，這意味著視紫紅質分子的半衰期約為420年。這些事件與光子的反應在視覺上無法區分，這一現象支持了「視紫紅質的熱異構化」解釋，因為視紫紅質位於轉導鏈的輸入端。另一方面，像神經傳導物質自發釋放等過程則無法完全排除。